# Derezzed
"Derezzed" là một bài hát hòa tấu của bộ đôi nhạc điện tử người Pháp Daft Punk, được phát hành dưới dạng đĩa đơn bởi Walt Disney Records vào ngày 8 tháng 12 năm 2010. Bài hát được sản xuất cho bộ phim Tron: Legacy, được đưa vào album nhạc phim cùng tên. Nó được The Glitch Mob và Avicii phối lại cho album phối lại Tron: Legacy Reconfigured. "Derezzed" cũng được đưa vào một đĩa mở rộng có tựa đề Translucence, do hãng Walt Disney Records phát hành.

## Video âm nhạc
Video âm nhạc cho "Derezzed" do Warren Fu làm đạo diễn. Nó bắt đầu khi Daft Punk vào Flynn Arcade và đi tới trò chơi của hãng ENCOM có tên Derezzed. Họ nạp tiền và bắt đầu chơi, với Guy-Manuel de Homem-Christo chơi nhân vật Prog 1 và Thomas Bangalter chơi nhân vật Prog 2. Nhạc nổi lên ngay khi Bangalter nhấn nút "bắt đầu" của mình. Trò chơi Derezzed mô phỏng trò cưỡi ngựa đấu thương. Khi một chương trình không thể xác định được theo dõi sự náo nhiệt ở khoảng cách xa, Prog 2 đã thắng trò chơi. Vì thua cuộc, de Homem-Christo tỏ ra vẻ thất vọng. Quay về trong trò chơi, Prog 2 được tiết lộ là Quorra (Olivia Wilde).

## Danh sách ca khúc
| CDr (BVPRO03242) | CDr (BVPRO03242) | CDr (BVPRO03242) |
| STT              | Nhan đề          | Thời lượng       |
| ---------------- | ---------------- | ---------------- |
| 1.               | "Derezzed"       | 1:44             |

| Translucence (STDDTRON10 ST01) | Translucence (STDDTRON10 ST01) | Translucence (STDDTRON10 ST01) |
| STT                            | Nhan đề                        | Thời lượng                     |
| ------------------------------ | ------------------------------ | ------------------------------ |
| 1.                             | "Derezzed"                     | 1:44                           |
| 2.                             | "Tron Legacy (End Titles)"     | 3:17                           |
| 3.                             | "End of Line"                  | 2:36                           |
| 4.                             | "Castor"                       | 2:18                           |
| Tổng thời lượng:               | Tổng thời lượng:               | 9:55                           |

## Xếp hạng
| Xếp hạng (2010–14)                                | Vị trí cao nhất |
| ------------------------------------------------- | --------------- |
| Australia (ARIA)                                  | 92              |
| Bỉ (Ultratip Flanders)                            | 29              |
| Bỉ (Ultratip Wallonia)                            | 18              |
| Pháp (SNEP)                                       | 81              |
| Hoa Kỳ Bubbling Under Hot 100 Singles (Billboard) | 3               |

| Thứ hạng (2014)                     | Vị trí cao nhất |
| ----------------------------------- | --------------- |
| Hoa Kì Dance Club Songs (Billboard) | 28              |